# Frankie Genaro
Frankie Genaro, all'anagrafe Frank DiGennaro (New York, 26 agosto 1901 – New York, 27 dicembre 1966), è stato un pugile statunitense.
Fu medaglia d'oro alle Olimpiadi di Anversa 1920 e Campione del mondo dei pesi mosca dal 1928 al 1931.
La International Boxing Hall of Fame nel 1998 lo ha inserito fra i più grandi pugili di ogni tempo.

## Gli inizi
Di origini italiane, da dilettante vinse la medaglia d'oro ai Giochi olimpici estivi di Anversa 1920 nella categoria dei pesi mosca.

## Carriera da professionista
Antagonista di Kid Williams, Pancho Villa, Fidel LaBarba e Midget Wolgast, fu campione del mondo dei pesi mosca dal 1928 al 1931. Perse il titolo per mano di Victor "Young" Perez.
Si ritirò nel 1934.